# Copa dos Campeões (CBF)
A Copa dos Campeões, também referida como Copa dos Campeões Regionais, foi uma competição oficial nacional realizada pela CBF, disputada entre os melhores colocados nas copas regionais do mesmo ano (Rio-São Paulo, Sul-Minas, Copa do Nordeste, Copa Norte e Copa Centro-Oeste). Jogada de 2000 a 2002, determinava o quarto representante do Brasil na Copa Libertadores da América. Os outros eram o campeão da Copa do Brasil, o vencedor e o vice do Campeonato Brasileiro.

## História
Em 2000 e 2001, a competição foi disputada por nove clubes. Havia uma fase preliminar, um triangular de turno único, disputado pelos campeões da Copa Centro-Oeste e Copa Norte, e o vice-campeão do Campeonato do Nordeste. Os dois melhores dessa fase se classificavam para as quartas, em que já estavam previamente presentes os vencedores do Campeonato Carioca, Campeonato Paulista, Torneio Rio–São Paulo, Copa do Nordeste e Copa Sul-Minas, além do vice desta última. Em 2000, as quartas e as semifinais ocorreram em dois jogos, enquanto a final em partida única; no ano seguinte, a decisão também passou a ser em dois jogos. No triangular, os times disputavam um jogo em sua cidade e outro fora; no mata-mata, os jogos ocorreram no Rei Pelé, em Maceió-AL (sede da final única em 2000 e do segundo jogo decisivo de 2001), ou no Almeidão, em João Pessoa-PB (sede do primeiro jogo da decisão de 2001), sendo a ida em um e a volta no outro.
Em 2002, em alinhamento à valorização dos interestaduais em relação aos estaduais (em alguns casos foi estabelecido um sistema de acesso e descenso), a competição foi expandida e disputada por dezesseis clubes, findando-se as vagas por títulos estaduais: seis melhores do Torneio Rio-São Paulo, semifinalistas da Copa Sul-Minas, três melhores da Copa do Nordeste, campeões da Copa Norte e da Centro-Oeste, além do atual campeão. Na primeira fase, os clubes foram divididos em quatro grupos de quatro equipas cada, jogando-se em turno único. Os dois melhores colocados foram classificados para as quartas de final, seguindo-se o chaveamento (1ºA X 2ºD; 1ºD X 2ºA; 1ºC X 2ºB; 1ºB X 2ºC). No mata-mata, apenas a final foi disputada em dois jogos. Albertão-PI, Castelão-CE (sede do segundo jogo da final), Machadão-RN e Mangueirão-PA (sede do primeiro jogo da final) foram os estádios utilizados.
Em 2003, com um novo calendário no futebol brasileiro (tendo o Brasileirão passado a ser em pontos corridos), quase todos os interestaduais foram extintos, excetuando-se a Copa do Nordeste, também sendo encerrada, por consequência, a Copa dos Campeões.

## Meio de classificação
- Torneio Rio-São Paulo (1 vaga em 2000 e 2001; 6 vagas em 2002);
- Copa Sul-Minas (2 vagas em 2000 e 2001; 4 vagas em 2002);
- Copa do Nordeste (2 vagas em 2000 e 2001; 3 vagas em 2002);
- Copa Centro-Oeste (1 vaga em 2000, 2001 e 2002);
- Copa Norte (1 vaga em 2000, 2001 e 2002);
- Campeonato Carioca (1 vaga em 2000 e 2001);
- Campeonato Paulista (1 vaga em 2000 e 2001);
- Atual campeão (2002).

## Campeões

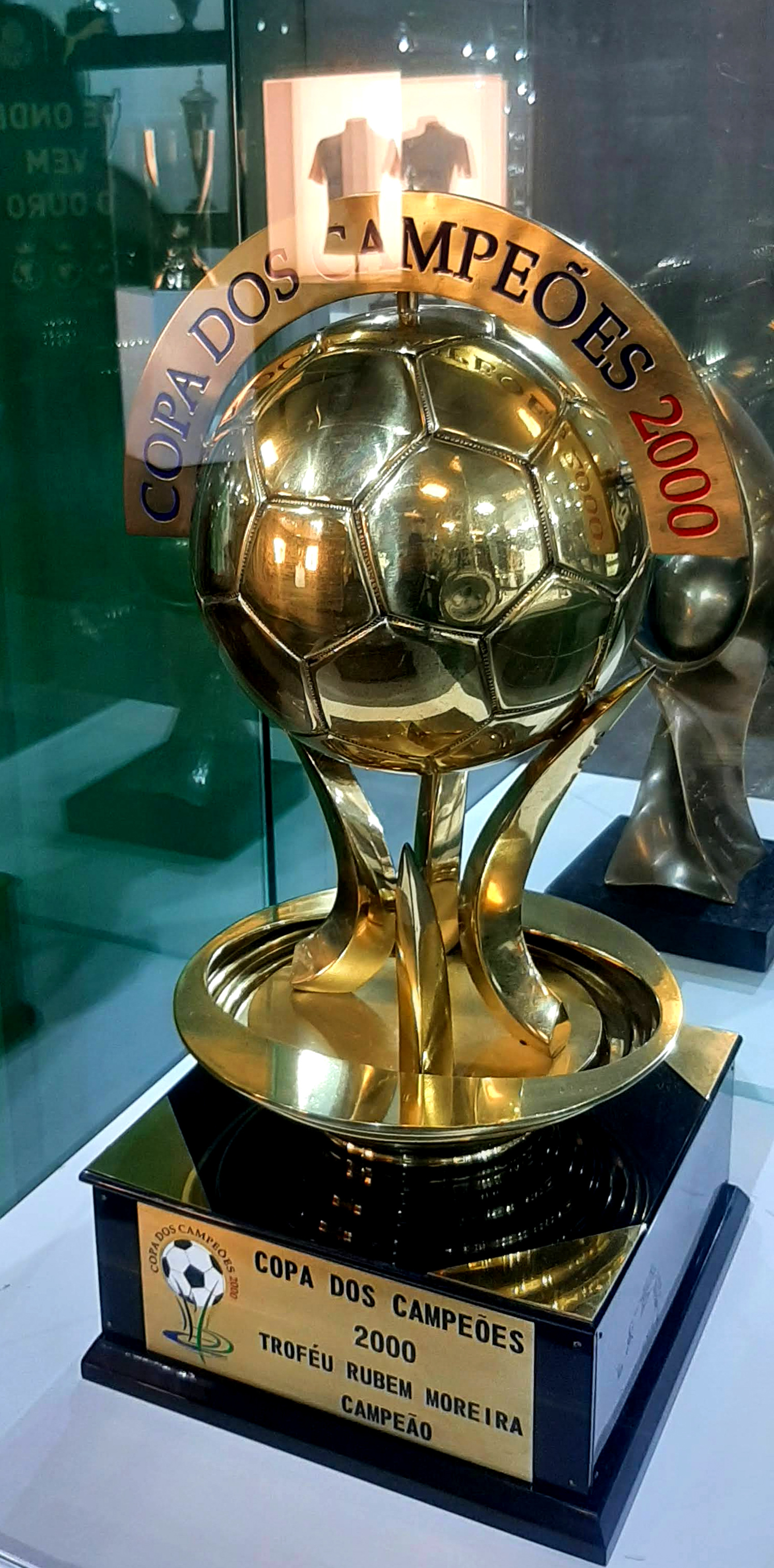
Troféu da edição de 2000.

### Títulos por equipe
| Clube     | Títulos  | Vices | Terceiro colocado |
| --------- | -------- | ----- | ----------------- |
| Flamengo  | 1 (2001) | 0     | 2                 |
| Palmeiras | 1 (2000) | 0     | 0                 |
| Paysandu  | 1 (2002) | 0     | 0                 |
| Cruzeiro  | 0        | 1     | 1                 |
| São Paulo | 0        | 1     | 0                 |
| Sport     | 0        | 1     | 0                 |

### Títulos por estado
| Estado         | Títulos | Vices |
| -------------- | ------- | ----- |
| São Paulo      | 1       | 1     |
| Rio de Janeiro | 1       | 0     |
| Pará           | 1       | 0     |
| Pernambuco     | 0       | 1     |
| Minas Gerais   | 0       | 1     |

## Antecedente
Em 1969, pelo Torneio dos Campeões da CBD, o campeão de 1968 do Torneio Centro-Sul, o Gremio Maringá, e do Torneio Norte-Nordeste, o Sport Recife, enfrentaram-se pela primeira fase, com vitória maringaense. Conforme o Jornal do Commercio de Manaus (6 de agosto de 1969), o confronto entre os campeões-representantes regionais/inter-regionais também valeu o "Torneio Centro-Sul x Norte-Nordeste de 1968".